# منتخب تركيا لكرة القدم للشباب
منتخب تركيا لكرة القدم للشباب هو منتخب تركيا تحت 19 سنة ويمثلها في بطولات كأس العالم لكرة القدم تحت 20 سنة وكأس العالم تحت 17 سنة.

## منتخب تركيا الوطني لكرة القدم تحت 19 سنة

### التشكيلة الحالية
- المدرب:  عبد الله إرجان
- مساعد المدرب:  سونير تولونغوج

1. فاتح غونيش
2. يلماظ أقسوي
3. فرقان شتكر
4. عمر تبراق
5. مراد أقجا
6. جان قرميزير
7. أوزغور جيك
8. نور الدين قايا أوغلو
9. أوغوزخان أوزياقوب
10. آزاد جورلو
11. باريش ميميش
12. عمري جولاق
13. جيم كاراجان
14. نجيب أويصال
15. يوسف يلماظ
16. أوتورك قراتاش
17. إيرين أبيراق
18. ياسين قلفا
19. أوفق أوزبيك
20. سرخاد كوج
21. سنان أيرانجي
22. علي كوجيك
23. براق جاليك
24. تولغاي علي أرسلان
25. عيسى باغجي
26. جميل تيميل
27. سرجان سارارير

## منتخب تركيا الوطني لكرة القدم تحت 17 سنة

### التشكيلة الحالية
- المدرب:  عبد الله إرجان

1. دنيز محمد
2. أوقان ألكان
3. نور الدين قايا أوغلو
4. فرقان شاكر
5. أوغلجان غوكجه
6. أورخان غوله
7. بركين أرسلان
8. كامل جورقجي
9. محمد دمير
10. إنغين باقدمير
11. عمر علي شاهينر
12. سرجان حاجي أوغلو
13. سيزر عزمن
14. غوقاي أيرافول
15. أنس بيقان
16. سليمان أوزدمار
17. أوفق أوزبيك
18. أنور قراقاباق
19. أحمد ساري
20. عمر قهوجي